# الإحساس اللغوي
الإحساس اللغوي هو الإدراك الحدسي وغير المنعكس واللاواعي لما هو صحيح لغويًا (من حيث اختيار الكلمات والقواعد ) أو التداويات (الظرفية والسياقية) أو يُنظر إليه على أنه خطأ أو غير مناسب. يتشكل الإحساس اللغوي خصوصًا عند المتحدثين بلغة معينة كلغة ام، حيث يلعب أصل الطفل، البيئة الاجتماعية، التعليم والتجارب اللغوية دورًا حاسمًا بتشكيل الإحساس اللغوي. يمكن للإنسان إكتساب إحساسا لغويا من خلال التواصل اليومي (أيضًا الإعلامي) وايضا عن طريق القراءة الأدبية. 